# Long Road
Long Road – piąty album studyjny Juniora Reida, jamajskiego wykonawcy muzyki roots reggae i dancehall.
Płyta została wydana w roku 1991 przez brytyjską wytwórnią Cohiba Records. Produkcją krążka zajęli się Tim Parry i Jazz Summers. W roku 2001 nakładem J.R. Productions, własnej wytwórni Reida, ukazała się reedycja albumu, zawierająca także dwa dodatkowe utwory.

## Lista utworów
1. "Long Road"
2. "You Keep Telling Me"
3. "World Cry"
4. "Shanty Town"
5. "Stop This Crazy Thing"
6. "Banana Boatman"
7. "Actions Speak Louder Than Words"
8. "The Strong Survive"
9. "Babylon Release The Chains"
10. "Rumours"
11. "Badman"

### Dodatkowe utwory w reedycji
1. "Who Loves You"
2. "Action Speak Louder Than Words (Shock & Cut Mix)"

## Muzycy
- Dave "Clem" Clempson – gitara
- John "Segs" Jennings
- John Jamieson – gitara
- Paul Rabiger – gitara
- Guy Pratt – gitara basowa
- Jeff Scantlebury – perkusja
- Steve Sidelnyk – perkusja
- Anthony Thomas – perkusja
- Mark "Snowboy" Cotgrove – perkusja
- Cleveland "Clevie" Browne – perkusja
- Dave Ruffy – instrumenty klawiszowe
- Gary Barnacle – saksofon
- Matt Black – flet
- Ian Devaney – puzon
- Chris Davis – puzon
- Andy Morris – trąbka
- Andy Caine – chórki
- Carol Kenyon – chórki
- Carol Thompson – chórki
- Maggie Ryder – chórki